# Nitschkiaceae
Nitschkiaceae es una familia de hongos ascomicetos en el orden Coronophorales. Las especies de esta familia son en su gran mayoría saprofitas de la madera, si bien algunas crecen sobre líquenes.

## Géneros
- Acanthonitschkea
- Biciliosporina
- Botryola
- Calyculosphaeria
- Coelosphaeria
- Echusias
- Enchnoa
- Euacanthe
- Fracchiaea
- Groenhiella
- Janannfeldtia
- Kirschsteinia
- Lasiosphaeriopsis
- Loranitschkia
- Massalongiella
- Neochaetosphaerella
- Neotrotteria
- Nitschkia
- Petelotia
- Rhagadostoma
- Rhagadostomella
- Schizocapnodium
- Scortechinia
- Sydowinula
- Teratonema
- Tortulomyces
- Tympanopsis
- Winterina